# Konventionen om säkerhet vid användning av kemiska produkter
Konventionen om säkerhet vid användning av kemiska produkter (ILO:s konvention nr 170 om säkerhet vid användning av kemiska produkter, Chemicals Convention) är en konvention som antogs i Genève i Schweiz av Internationella arbetsorganisationen (ILO) den 25 juni 1990. Den består av 27 artiklar som reglerar hanteringen av farliga kemiska produkter i arbetslivet. I juli 2014 hade 18 länder ratificerat konventionen.